# Melantrich

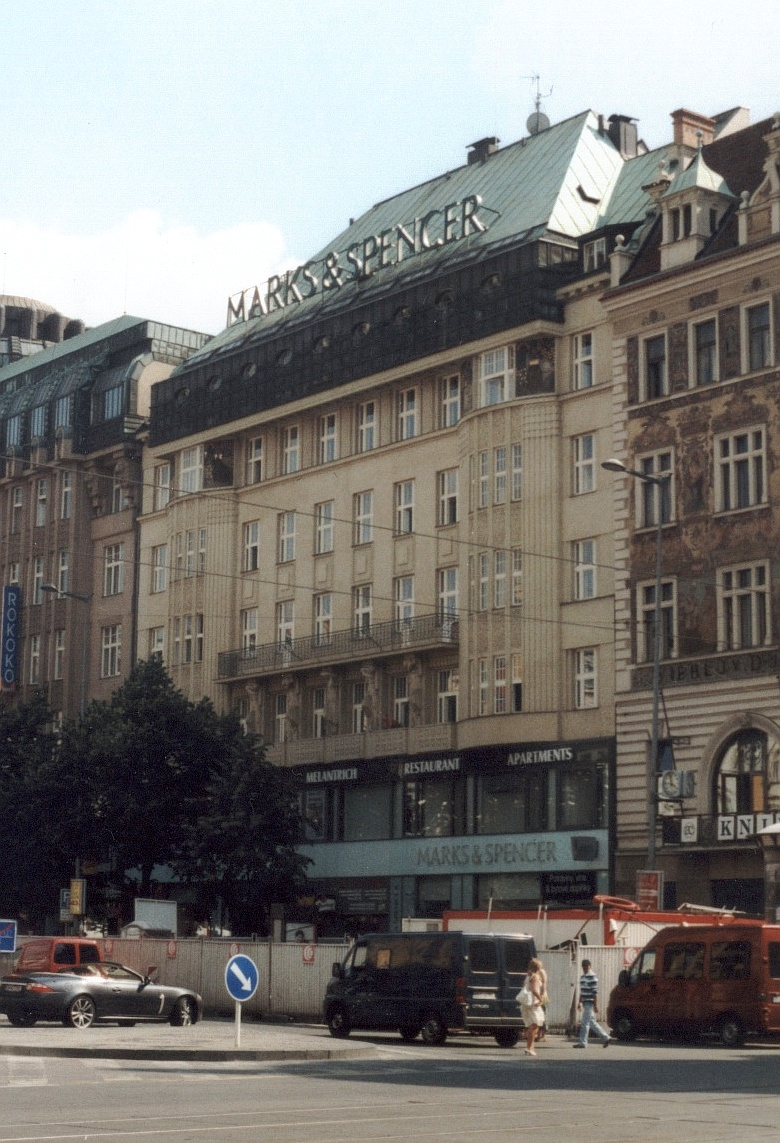
Historická budova Melantrichu na Václavském náměstí – stav v létě roku 2007

Melantrich bylo české nakladatelství a vydavatelství, působící od roku 1898 nejprve pod názvem Tiskařské družstvo Národně sociální strany. Název Melantrich neslo od roku 1910. V období první republiky se Melantrich stal nejvýznamnějším polygrafickým podnikem v Československu. Byla zde vydávána jak řada novin a časopisů, tak i množství knižních publikací, včetně děl nejvýznamnějších autorů české i světové beletrie, naučná literatura, sebrané spisy významných osobností, soudobá poezie, životopisné knihy i knihy historické. Melantrich fungoval i v období nacistické okupace. Po komunistickém převratu nezanikl, ale jeho činnost byla výrazně okleštěna. Po roce 1989 se pouze obtížně adaptoval na podmínky tržního hospodářství a v roce 1999 zanikl.

## Historie

### Vznik
4. dubna 1897 byla založena Česká strana národně sociální, která 9. července 1898 založila družstvo s názvem Tiskárna národně sociálního dělnictva. Téhož roku byla zakoupena tiskárna ve Školské ulici v Praze na Novém Městě.
Roku 1907 zde začal vycházet deník České slovo. Roku 1910 byl na Václavském náměstí zakoupen dům č. p. 793, na jehož místě byla do roku 1913 postavena nová rozsáhlá budova podle návrhu Bedřicha Bendelmayera. Tiskárna, která zde sídlila, se stala základem úspěchu Melantricha. Dne 17. října roku 1910 došlo také k přejmenování na Melantrich, grafický a umělecký ústav národně sociální strany. Název Melantrich byl zvolen podle jména významného českého renesančního nakladatele Jiřího Melantricha z Aventina. Podnik přijal i Melantrichovo heslo: „Nepodlehne ohni ani meči“.
První světová válka utlumila fungování podniku. Od roku 1915 bylo též zakázáno vydávání Českého slova.

### Vrcholné období
V roce 1919 podnik získal nakladatelskou koncesi. Koupil tiskárnu ve Spálené ulici v Praze a také tehdy nejmodernější tiskařskou techniku ze Švýcarska. České slovo opět vycházelo, a to v nákladu 110 000 výtisků denně (30 000 ranní a 80 000 večerní vydání + 40 000 výtisků nedělního vydání).
Roku 1920 začal vycházet Pražský ilustrovaný zpravodaj, který bývá označován za první bulvární časopis v českých zemích, neboť s obrazem, zpravidla rozměrnou a kvalitně vytištěnou fotografií, pracoval jako s hlavní náplní časopisu. Textové sdělení zpravidla hrálo často pouze roli vysvětlujícího popisku. Ještě rozšířenější byla od roku 1925 vycházející Hvězda československých paní a dívek dosahující nákladu 400 000 výtisků.
Roku 1924 se podnik stal akciovou společností. Roku 1926 Melantrich koupil smíchovskou tiskárnu firmy Koppe a Bellmann (Drtinova 557/10), 1928 získal filiálku v Ostravě, 1934 v Brně a nakonec i v Žilině. Ve třicátých letech se Melantrich podílel i na natáčení filmů a věnoval se reklamní grafice. Průběžně docházelo i k modernizaci tiskařského zařízení, takže tiskárna Melantrichu na Václavském náměstí mohla roku 1929 vytisknout 755 000 výtisků Českého slova denně. Začínají vycházet i specializované časopisy pro ženy (Eva, Vkus), sportovce (STAR), či dokonce trampy (Ahoj na neděli). Jedním z nich byl i od roku 1935 vycházející Malý, později Mladý hlasatel Jaroslava Foglara. Náklad záhy dosáhl 200 000 výtisků.
Roku 1936 vzniká hudební nakladatelství MelPa (Melantrich & Pazdírek), v r. 1938 Orchestrální oddělení Melantricha a také cestovní kancelář Prago Via. Téhož roku Melantrich přebírá krachující Republikánskou lidovou pojišťovnu a sanuje její dluh ve výši 12 milionů korun. (Celá záchrana pojišťovny nakonec vyšla na 20 milionů Kč). Roku 1938 měl Melantrich obrat 138 298 705 Kč, 2000 zaměstnanců a patřil k největším a nejmodernějším polygrafickým podnikům v Evropě.

#### Jaroslav Šalda
Významnou postavou knihtiskárny byl Jaroslav Šalda. Už roku 1905 se stal účetním tiskařského družstva a roku 1925 byl na mnoho let jmenován ústředním ředitelem Melantricha. Šalda měl významný podíl na výrazném růstu a rozvoji nakladatelství, které se stalo nejvýznamnějším nakladatelským, grafickým a tiskařským podnikem v prvorepublikovém Československu. Šaldovým cílem a posléze zásluhou bylo také to, že Melantrich začal vedle novin a časopisů vydávat též knihy. Podařilo se mu dokonce uhájit existenci Melantrichu v dobách nacistické i komunistické totality, přestože on sám musel po roce 1948 podnik opustit.

#### Bedřich Fučík
Důležitým mužem Melantrichu byl i Bedřich Fučík, který byl od roku 1928 ředitelem nakladatelství. Tento mladý (narozen 1900) literární kritik vytvořil rozsáhlý reprezentativní a přitom i komerčně velmi úspěšný ediční plán, který pak nakladatelství v následujících letech uskutečňovalo. Hned první kniha, kterou připravil k vydání, Remarquovo Na západní frontě klid, sklidila ohromný úspěch. Téměř okamžitě se jí prodalo přes 100 000 výtisků.

### Nacismus
Přestože se Šaldovi podařilo podnik uhájit před nacisty, byl v roce 1941 zatčen a v nakladatelství získali významný vliv někteří kolaboranti. Přesto Melantrich všemožně podporoval jak jednotlivce postižené nacistickou perzekucí, tak ilegální odboj. V tiskárně Melantrichu byly například tištěny ilegálně vycházející odbojové noviny Rudé právo a V boj.
Produkce vydavatelství i nakladatelství postupně klesala. V letech 1939–1941 bylo vydáno 111, 152 a 126 knih ročně. V roce 1942 vyšlo pouze 39 knih. V posledních letech války to bylo kolem 50 knih ročně.

### Poválečné období
Paradoxně až po válce byl Šalda oficiálně zbaven vedoucího postavení. Dne 7. června 1945 převzali akcie Melantrichu čelní představitelé předsednictva Národně socialistické strany, kteří do té doby v podstatě nezávislý, samostatně fungující akciový podnik hodlali přeměnit opět ve stranické vydavatelství. Šalda byl nucen odejít do důchodu, neboť tuto koncepci stranického vydavatelství nesdílel.
Novým ředitelem se stal Julius Firt, který se snažil o opětovné oživení vydavatelské činnosti. Začaly například vycházet týdeníky Svobodný zítřek a Sobota, čtrnáctideník Světový pramen atp. České slovo bylo přejmenováno na Svobodné slovo. S novou silou pokračovalo i vydávání knih.

### Období socialismu
Po roce 1948 komunisté veškerý nemovitý majetek Melantrichu zabavili a zestátnili. Od roku 1950 Melantrich fungoval jako ústřední nakladatelství komunisty ovládané Československé strany socialistické vydávající stranické brožurky a podobné tiskoviny. Například roku 1954 nakladatelství vydalo pouze 11 titulů. Postupná likvidace významu Melantricha byla reflektována také jeho přejmenováním. Od počátku roku 1957 bylo nakladatelství přejmenováno na Svobodné slovo–Melantrich, po roce 1959 už se jmenovalo pouze Svobodné slovo.
Koncem 50. let 20. století byl ředitelem vydavatelského podniku Melantrich Václav Hulínský. KSČ tehdy spustila proti socialistické straně novou kampaň. Na konferenci ČSS v té době vystoupil přední komunistický funkcionář Václav Kopecký a kritizoval její údajnou vstřícnost vůči elementům bývalé národně socialistické strany. Zároveň vyjádřil kritiku nad chodem podniku Melantrich. V lednu 1959 rozhodlo politbyro Ústředního výboru Komunistické strany Československa odebrat socialistické straně Melantrich. V souvislosti s tím byl na jaře 1959 Hulínský odvolán z funkce ředitele, podnik přejmenován na Vydavatelství Svobodné slovo. Hulínský rezignoval rovněž na poslanecký mandát. Čistky proběhly i v tiskových orgánech strany.

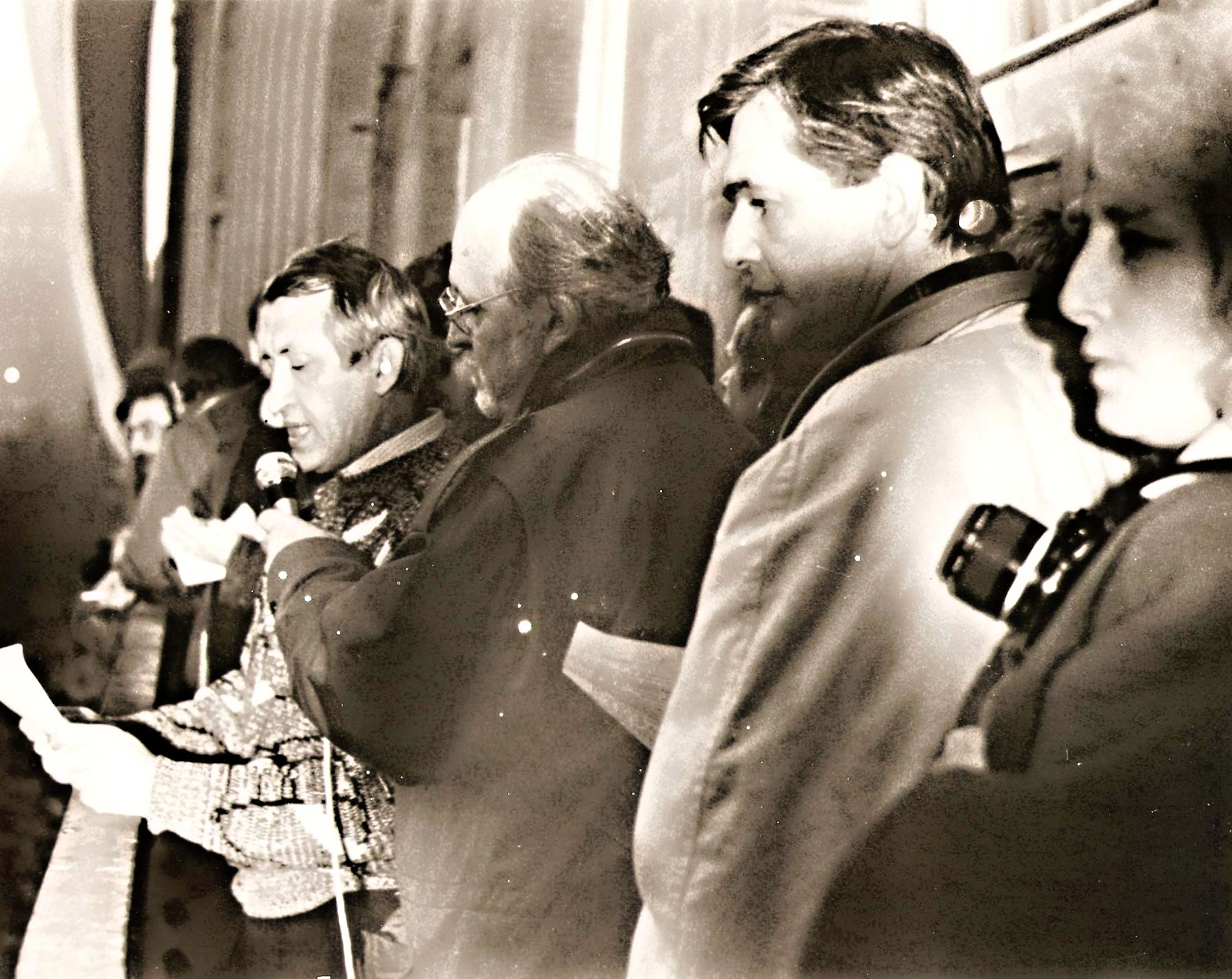
Melantrich, listopad 1989

V době politického tání se opět zvyšovala úroveň a množství vydávaných titulů. 4. dubna 1968 se nakladatelství také opět vrátilo k historickému názvu Melantrich. Stoupající význam Melantricha však byl opět přerušen v období normalizace.
V listopadu roku 1989 posloužil právě balkón Melantricha jako tribuna řečníků na demonstracích sametové revoluce.

### Devadesátá léta
V roce 1990 se Melantrich stal opět akciovou společností. Roku 1996 se jeho majoritním akcionářem stal Chemapol Group. Na konci devadesátých let 20. století byl Melantrich nejdéle fungujícím nakladatelstvím v Čechách. Přesto bylo patrné, že se podnik, podobně jako mnohá další velká nakladatelství, obtížně adaptuje na nové tržní podmínky. V roce 1999 Melantrich svou činnost ukončil. Dnes sídlí v historické budově Melantricha na Václavském náměstí obchodní dům Marks & Spencer, wellness centrum a apartmánový hotel.

## Nakladatelský profil
Od roku 1919 Melantrich vydával vedle novin i naučnou literaturu. V první polovině dvacátých let ještě spíše náhodně a nekoncepčně, později už jako pevná součást nakladatelského a vydavatelského profilu. Postupně se nakladatelství snaží získávat nejvýznamnější autory beletrie i naučné literatury, vydává řadu překladů světových děl, vydává sebrané spisy významných autorů, soudobou poezii, životopisné knihy i knihy historické.

### Příklady jednotlivých edic
- Besedy (1920–24, 24 sv., red. Petr Zenkl) – životopisné medailony
- Románová knihovna Melantricha (1924–28)
- Ilustrovaná knihovna Hvězdy (1924–29)
- Melantrichova knižnice (1928–34, 81 sv., red. F. X. Šalda) – nové překlady světových děl (klasika)
- Edice soudobé literatury Úroda (1928–38, 100 sv.) – současná české i světová literatura (Božena Benešová, Jan Čep, Jaroslav Durych, Egon Hostovský, Benjamin Klička, Josef Kopta, Karel Konrád, Vítězslav Nezval, Ivan Olbracht, Marie Pujmanová, Vladislav Vančura, sebrané spisy jednotlivých autorů – Durych, Benešová, atp.)
- Poesie – edice soudobé české poesie  (1933–49, red. Bedřich Fučík, Antonín Matěj Píša) – antologie (Ivan Blatný, František Halas, Vladimír Holan, Karel Hlaváček (Žalmy), František Hrubín, Jiří Orten, Jaroslav Seifert, Jan Zahradníček, Viktor Fischl)
- Nová ruská knihovna (1928–35, red. Bohumil Mathesius) – současní ruští autoři
- Epika (1936–41) – překlady ze světové literatury
- Odkaz literatury české (1940–58, red. Zdeněk Kalista) – nová kritická vydání staré české literatury
- Antická knihovna (1940–44, 9 sv.)
- Výhledy (1939–46, red. J. B. Kozák, Bohumil Mathesius) – společenské vědy
- Z války a revoluce
- Lidé a osudy – životopisy významných politiků, vojevůdců
- Vysokoškolské rukověti (1934–50) – více řad
- Vybrané vědecké rozpravy (1935–48) – významné lékařské řady
- Dějiny lidstva (1936–42, 8 sv., nedokončeno)
- Spisy Otakara Březiny, Antonína Sovy, K. J. Erbena
- Spisy Jaroslava Durycha (od Kuncíře) – nedokončeno
- Spisy V. Vančury, B. Benešové, I. Olbrachta, F. X. Šaldy (v 11 sv. v Aventinu do 1941, 1941 Melantrich, Čs. spisovatel, Torst) – nedokončeno
- Listy pro umění a kritiku (1933–37, časopis)
- Šaldův zápisník (1937, převzetí vydávání)